# Smidstrup (Vejle Kommune)
 Ikke at forveksle med Vester Smidstrup.
 For alternative betydninger, se Smidstrup. (Se også artikler, som begynder med Smidstrup)
Smidstrup er en lille by i Sydjylland med 826 indbyggere  (2024). Smidstrup er beliggende ved Østjyske Motorvej 14 kilometer syd for Vejle, 15 kilometer vest for Fredericia og 20 kilometer nord for Kolding. Byen tilhører Vejle Kommune og er beliggende i Region Syddanmark.
Den hører til Smidstrup Sogn, og Smidstrup Kirke samt Smidstrup-Skærup Skole ligger i byen.